# Mejniki
Mejniki (francosko Découvertes Gallimard, dobesedno slovensko Odkritja Gallimard) je izvirno francoska enciklopedična zbirka žepnih knjig, ki jo začela izdajati založba Éditions Gallimard 21. novembra leta 1986 v Parizu. Ta ilustrirana zbirka se osredotoča na zgodovino, arheologijo, kulturo, religijo, umetnost, znanost, od antike do današnjega časa.
Rojstvo Découvertes je temeljilo na ideji Pierra Marchanda. Tematika prve knjige je ponovno odkrivanje Starega Egipta. Zbirka je postala velik uspeh, različne knjige so bile prevedene v več kot 20 jezikov. Vsebuje več kot 700 knjig, ki jih je napisalo več kot 500 avtorjev (2017). V Sloveniji je zbirko izdajala založba DZS. Od leta 1994 do leta 1999 je tako izšlo 33 knjig.
Velikost papirja, ki se uporablja za te knjižice, je A6 (125 × 178 mm). Natisnjene so na premazanem papirju in opremljene z barvnimi ilustracijami. Oblikovanje naslovnice je ena od posebnosti: slika v polni velikosti se nahaja na naslovnici, majhna slika na hrbtni strani, druga slika in logotip (sfinga in piramida) pa na zadnji platnici. Vizualna identiteta je močna, ljudje lahko zlahka prepoznajo različne jezikovne izdaje knjig.

## Galerija
- Hrbti knjig stare izdaje
- Hrbti knjig nove izdaje
- Iskanje starega Rima (1996)
- Nebo: red in nered (1996)
- Nebo: red in nered (1996)
- Nebo: red in nered (1996)
- Kelti: prvi gospodarji Evrope (1997)
- Vikingi: vladarji morja (1997)